# Jules Decamp
Jules, Philippe, Octave Decamp, né le 17 septembre 1886 à Hirson (Aisne) et mort le 15 octobre 1965 à Nice (Alpes-Maritimes), est un officier français de la Première et de la Seconde Guerre mondiale, devenu général de corps d'armée.

## Biographie
Jules Decamp, fils d'un maître (devenu maire d'Hirson) et d'une maitresse d'hôtel, est un ancien élève de l'École spéciale militaire (1909).
En juillet 1935, il est nommé commandant du groupe de subdivisions de Lyon.
Il est promu au grade de général de brigade le 23 décembre 1936, de général de division le 9 septembre 1939 puis de général de corps d'armée le 20 juillet 1945.
En 1937, il devient chef adjoint (janvier), puis chef (juillet) du cabinet militaire du ministre de la Défense nationale et de la Guerre, Édouard Daladier.
En juillet 1940, il obtient le poste de sous-chef de l'état-major de l'Armée.
En août 1940, il est adjoint au commandant de la 15 région et prend le commandement de la 8e division d'infanterie.
En novembre 1940, il est adjoint au commandant de la 15e division militaire pour le commandement des troupes.
En septembre 1941, il prend en charge le commandement de la 15e division militaire.
Le 20 février 1942, il est nommé au rang de commandant de corps d'armée et appellation de général de corps d'armée à titre temporaire.
Le 3 mai 1944, il est arrêté par les Allemands. Il sera libéré le 10 mai 1945 par les Alliés.
Il meurt à Nice le 15 octobre 1965.

### Décorations françaises
| Date             | Décoration                                                                         | Ruban                     |
| ---------------- | ---------------------------------------------------------------------------------- | ------------------------- |
|                  |                                                                                    |                           |
| 10 juillet 1917  | Chevalier de la Légion d'honneur                                                   | Legion Honneur Chevalier  |
| 18 décembre 1928 | Officier de la Légion d'honneur                                                    | Legion Honneur Officier   |
| 23 décembre 1937 | Commandeur de la Légion d'honneur                                                  | Legion Honneur Commandeur |
| -                | Croix de guerre 1914-1918 avec 1 palme et 1 étoile de vermeil et 1 étoile d'argent |                           |
| -                | Médaille interalliée 1914-1918                                                     |                           |
| -                | Médaille commémorative de la Grande Guerre                                         |                           |

### Principales décorations étrangères
| Pays        | Date | Décoration                                                   | Ruban |
| ----------- | ---- | ------------------------------------------------------------ | ----- |
|             |      |                                                              |       |
| Belgique    | -    | Croix de guerre 1914-1918                                    |       |
| Italie      | -    | Chevalier de l'ordre des Saints-Maurice-et-Lazare            |       |
| Maroc       | -    | Commandeur puis grand officier du Ouissam alaouite chérifien |       |
| Royaume-Uni | -    | Chevalier commandeur de l'ordre de l'Empire britannique      |       |
| Royaume-Uni | -    | Compagnon de l'ordre du Service distingué                    |       |

## Sources
1. ↑  « Jules Decamp », base Léonore, ministère français de la Culture
2. ↑  Extrait d'acte de naissance issu des archives départementales de l'Aisne, 5Mi0639 (1881-1886), vue 670, Acte n° 199, Naissance n ° 96
3. ↑  Historique de la 91e promotion (1906-09), promotion du Centenaire de l’École spéciale militaire de Saint-Cyr
4. ↑  Journal de guerre : 7 septembre 1939-8 juin 1940 par Henri Queuille et Isabel Boussard